# Ярославская ТЭЦ-1
Ярославская ТЭЦ-1 — первая теплоэлектроцентраль в Ярославле, основной производитель тепла для центральной части Ярославля и промышленных предприятий.
ТЭЦ-1 является обособленным подразделением Главного управления ПАО «ТГК-2» по Ярославской области.

## История
Первая в Ярославле теплоэлектроцентраль ТЭЦ-1 была пущена 4 июля 1934 года для обеспечения потребности Ярославского шинного завода. В ноябре 1939 года ТЭЦ-1 присоединилась к Ярэнергокомбинату, который был образован в 1934 году на базе Ярославской ГРЭС (ныне Ляпинская котельная) и Ярославского района электросетей. Комбинат получил название «Ярэнерго».
Впоследствии на ТЭЦ-1 были установлены две турбины ВПТ-25-3 мощностью 25 МВт (станционные номера 3 и 4) производства ЛМЗ (ныне «Силовые машины») и в 1954 году — такая же турбина производства Уральского Турбомоторного завода (УТМЗ, ныне ЗАО «Уральский турбинный завод»). В 1958 году была установлена турбина с противодавлением ВР-6-3 (УТМЗ). К 1959 году установленная мощность ТЭЦ-1 достигла 123 МВт.
В 2003 году зарегистрировано Ярославское энергетическое акционерное общество открытого типа (АООТ «Ярэнерго»), которое затем получило название ОАО «Ярэнерго». В феврале 2005 года создана «Территориальная генерирующая компания N2» (ТГК-2), которая с июля 2006 года ведёт операционную деятельность как единая компания.

## Современное состояние
Установленная электрическая мощность ТЭЦ-1 составляет 81 МВт, тепловая — 474 Гкал/час. Производство электроэнергии в 2006 году составило 471 932 тыс. кВт·ч, отпуск тепловой энергии — 1 069 617 Гкал. Станция снабжает теплом центральные кварталы Ярославля с населением более 120 тыс. человек, промышленные предприятия, в том числе Ярославский шинный завод. Возраст основного оборудования превышает 50 лет.

## Перспективы развития
С августа 2008 года под управление Ярославской ТЭЦ-1 передана Тенинская водогрейная котельная Ярославских тепловых сетей. В дальнейшем отработавшие ресурс котлы и турбины ТЭЦ-1 будут законсервированы. Тепловую нагрузку планируется передать на Ярославскую ТЭЦ-2.
ТЭЦ-1 является обособленным подразделением Главного управления ОАО «ТГК-2» по Ярославской области.
Юридическим лицом является ОАО «Территориальная генерирующая компания № 2» («ТГК № 2»), расположенная по адресу 150040 г. Ярославль, пр. Октября, 42 телефон (4852) 797401, факс 721260
```
-->
```

## Перечень основного оборудования
| Агрегат                              | Тип               | Изготовитель                                     | Количество | Ввод в эксплуатацию | Основные характеристики | Основные характеристики | Источники |
| Агрегат                              | Тип               | Изготовитель                                     | Количество | Ввод в эксплуатацию | Параметр                | Значение                | Источники |
| ------------------------------------ | ----------------- | ------------------------------------------------ | ---------- | ------------------- | ----------------------- | ----------------------- | --------- |
| Оборудование паротурбинных установок |                   |                                                  |            |                     |                         |                         |           |
| Паровой котёл                        | Е-200-9,8-510ГМВ  | Таганрогский котельный завод «Красный котельщик» | 2          | 1951 г. 1952 г.     | Топливо                 | газ, мазут              | [ 3 ]     |
| Паровой котёл                        | Е-200-9,8-510ГМВ  | Таганрогский котельный завод «Красный котельщик» | 2          | 1951 г. 1952 г.     | Производительность      | 200 т/ч                 | [ 3 ]     |
| Паровой котёл                        | Е-200-9,8-510ГМВ  | Таганрогский котельный завод «Красный котельщик» | 2          | 1951 г. 1952 г.     | Параметры пара          | 100 кгс/см2, 510 °С     | [ 3 ]     |
| Паровой котёл                        | Е-150-9,8-540ГМВ  | ЗиО-Подольск                                     | 2          | 1959 г. 1963 г.     | Топливо                 | газ, мазут              | [ 3 ]     |
| Паровой котёл                        | Е-150-9,8-540ГМВ  | ЗиО-Подольск                                     | 2          | 1959 г. 1963 г.     | Производительность      | 150 т/ч                 | [ 3 ]     |
| Паровой котёл                        | Е-150-9,8-540ГМВ  | ЗиО-Подольск                                     | 2          | 1959 г. 1963 г.     | Параметры пара          | 100 кгс/см2, 540 °С     | [ 3 ]     |
| Паровой котёл                        | Е-240-9,8-540ГМВ  | ЗиО-Подольск                                     | 1          | 1972 г.             | Топливо                 | газ, мазут              | [ 3 ]     |
| Паровой котёл                        | Е-240-9,8-540ГМВ  | ЗиО-Подольск                                     | 1          | 1972 г.             | Производительность      | 240 т/ч                 | [ 3 ]     |
| Паровой котёл                        | Е-240-9,8-540ГМВ  | ЗиО-Подольск                                     | 1          | 1972 г.             | Параметры пара          | 100 кгс/см2, 540 °С     | [ 3 ]     |
| Паровая турбина                      | ПТ-25-90/10М      | Ленинградский металлический завод                | 2          | 1949 г. 1962 г.     | Установленная мощность  | 25 МВт                  | [ 3 ]     |
| Паровая турбина                      | ПТ-25-90/10М      | Ленинградский металлический завод                | 2          | 1949 г. 1962 г.     | Тепловая нагрузка       | — Гкал/ч                | [ 3 ]     |
| Паровая турбина                      | Р-6-90/31         | Уральский турбинный завод                        | 1          | 1959 г.             | Установленная мощность  | 6 МВт                   | [ 3 ]     |
| Паровая турбина                      | Р-6-90/31         | Уральский турбинный завод                        | 1          | 1959 г.             | Тепловая нагрузка       | — Гкал/ч                | [ 3 ]     |
| Паровая турбина                      | ПТ-25/308,8/1,0-1 | Калужский турбинный завод                        | 1          | 2000 г.             | Установленная мощность  | 25 МВт                  | [ 3 ]     |
| Паровая турбина                      | ПТ-25/308,8/1,0-1 | Калужский турбинный завод                        | 1          | 2000 г.             | Тепловая нагрузка       | — Гкал/ч                | [ 3 ]     |